# Genk
Genk er en belgisk by og kommune i provinsen Limburg i Flandern. Det er en industriby som ligger ved Albertkanalen mellem Antwerpen og Liège. Kommunen består kun af selve byen Genk.
Byen har 66.051 indbyggere (2017).